# Inundaciones en Nepal de 2024
Las lluvias torrenciales durante la temporada anual de monzones al principios de julio, mediados de agosto y finales de septiembre de 2024 provocaron importantes inundaciones en todo Nepal, así como varios deslizamientos de tierra. Las inundaciones de septiembre, que causaron más daños y muertes, fueron causadas por las lluvias más fuertes registradas en la región desde al menos 1970, resultado del cambio climático y específicamente de un sistema de baja presión. El impacto de las inundaciones se vio incrementado aún más por la deficiente infraestructura y planificación de los asentamientos, incluida la construcción no planificada en llanuras aluviales .
Al finales de septiembre, el Gobierno de Nepal informó que se habían confirmado al menos 158 heridos, 224 muertos y 28 personas desaparecidas debido a las graves inundaciones, incluidas al menos 37 en Katmandú. Todos los vuelos desde el aeropuerto de Katmandú fueron cancelados y las escuelas y universidades nepalesas cerraron durante tres días. Unas 13.300 personas necesitaron ser rescatadas, mientras que al menos 1.200 casas resultaron destruidas o dañadas. Los daños a la infraestructura incluyeron 25 puentes, 27 carreteras, 11 centrales hidroeléctricas, 7 autopistas y numerosas estaciones de telecomunicaciones. Los recursos agrícolas y ganaderos también resultaron dañados.

## Inundaciones
La temporada anual de monzones suele comenzar en junio y dura hasta septiembre. Las inundaciones en Nepal coincidieron con las inundaciones de 2024 en los estados vecinos y cercanos de la India, como Uttar Pradesh y Assam. Binu Maharjan, funcionario meteorológico nepalí, afirmó que un sistema de baja presión que se mantiene sobre las regiones cercanas de la India y sobre la Bahía de Bengala fue la causa principal de las inundaciones prolongadas y crecientes en 2024. En respuesta, el gobierno nepalí emitió varias advertencias de inundaciones, junto con una prohibición de viajar por carreteras durante la noche y una advertencia contra la conducción de automóviles en general debido al riesgo de accidentes o de verse atrapado en inundaciones mortales o deslizamientos de tierra.

## Lista de inundaciones

### Inundaciones de julio
Al menos 14 personas murieron por las inundaciones a principios de julio y otras nueve están desaparecidas.

### Inundaciones de agosto
El 16 de agosto de 2024, dos lagos glaciares estallaron en la aldea de Thame, en la región del Everest del distrito de Solukhumbu. La inundación dañó varias viviendas en el municipio rural de Khumbu Pasanglhamu.
Inicialmente, se creyó que la inundación se debía a que el río estaba bloqueado por un deslizamiento de tierra. Sin embargo, una inspección aérea confirmó la causa y reveló que dos lagos habían sido desbordados, uno de los tres lagos glaciares restantes estaba a salvo y los otros dos aún estaban en riesgo. Las temperaturas en aumento desde el 9 de agosto, que alcanzaron un máximo de 15 grados Celsius (59,0 °F) el día de la inundación, contribuyó al estallido.

### Inundaciones de septiembre
A partir del 26 de septiembre, niveles torrenciales de lluvia afectaron la mayor parte de Nepal, siendo las regiones oriental y sudoriental del país las que más precipitaciones registraron. En el sureste de Nepal el nivel del agua del río Kosi superó el nivel de peligro. La provincia de Bagmati se vio gravemente afectada  por las inundaciones del río Bagmati y el río Nakkhu. El valle de Katmandú recibió entre 240 milímetros (9,4 plg) y 322,2 milímetros (12,7 plg)  de lluvia durante un período de 24 horas desde la mañana del 28 al 29 de septiembre, lo que representa la mayor precipitación registrada en la capital desde 1970 a más tardar.  Hasta el 1 de octubre se habían confirmado al menos 217 muertes y 28 desaparecidos debido a las inundaciones. Otras 4.000 personas necesitaron ser rescatadas.
El Fondo de las Naciones Unidas para la Infancia ( UNICEF ) expresó especial preocupación por el impacto del desastre en los niños, incluida la muerte de 35 niños menores de dieciocho años (al 1 de octubre de 2024) y la posible exposición a la violencia y la explotación. Señalando la destrucción de al menos 12 escuelas y los graves daños a muchas otras, la agencia también alertó sobre la pérdida de oportunidades de aprendizaje y de un lugar donde los niños podrían encontrar consuelo y normalidad.

## Consecuencias
Más de 3.000 efectivos de seguridad de todas las fuerzas, incluido el ejército, fueron asignados para ayudar en las operaciones de rescate y recuperación utilizando lanchas motoras, balsas y helicópteros.
El 27 de septiembre se cancelaron todos los vuelos nacionales que salían de Katmandú, lo que afectó a más de 150 salidas. Los vuelos se habían reanudado en gran medida el 29 de septiembre.
El Centro Internacional para el Desarrollo Integrado de las Montañas afirmó que la inversión inadecuada en la infraestructura de Nepal y su mala planificación contribuyeron a la magnitud del desastre. Más específicamente, los asentamientos no planificados, la construcción y la urbanización en llanuras aluviales, la falta de áreas para retener agua y el creciente asentamiento humano a lo largo del río Bagmati fueron señalados como contribuyentes significativos a la escala de la tragedia. El centro insistió en que el gobierno invierta más en su infraestructura, incluidos mecanismos de prevención de inundaciones como sistemas subterráneos de aguas pluviales.